# Multé
Multé es un poblado del municipio de Balancán ubicado en la subregión de los Ríos del estado mexicano de Tabasco.

## Geografía
La localidad se ubica a 20.9 kilómetros (en dirección noreste) de la localidad de Balancán de Domínguez, la cabecera y lugar más poblado del municipio. Se sitúa en las coordenadas geográficas 17°41′27″N 91°22′49″O / 17.690833, -91.380278, a una elevación de 10 metros sobre el nivel del mar.

## Demografía
Según el Conteo de Población y Vivienda 2020, efectuado por el Instituto Nacional de Estadística y Geografía, la localidad de Multé tiene 1,460 habitantes, de los cuales 732 son del sexo masculino y 728 del sexo femenino. Su tasa de fecundidad es de 2.21 hijos por mujer y tiene 475 viviendas particulares habitadas.
| Gráfica de evolución demográfica de Multé entre 1900 y 2020 |
|                                                             |
| INEGI.                                                      |